# پل ریالتو

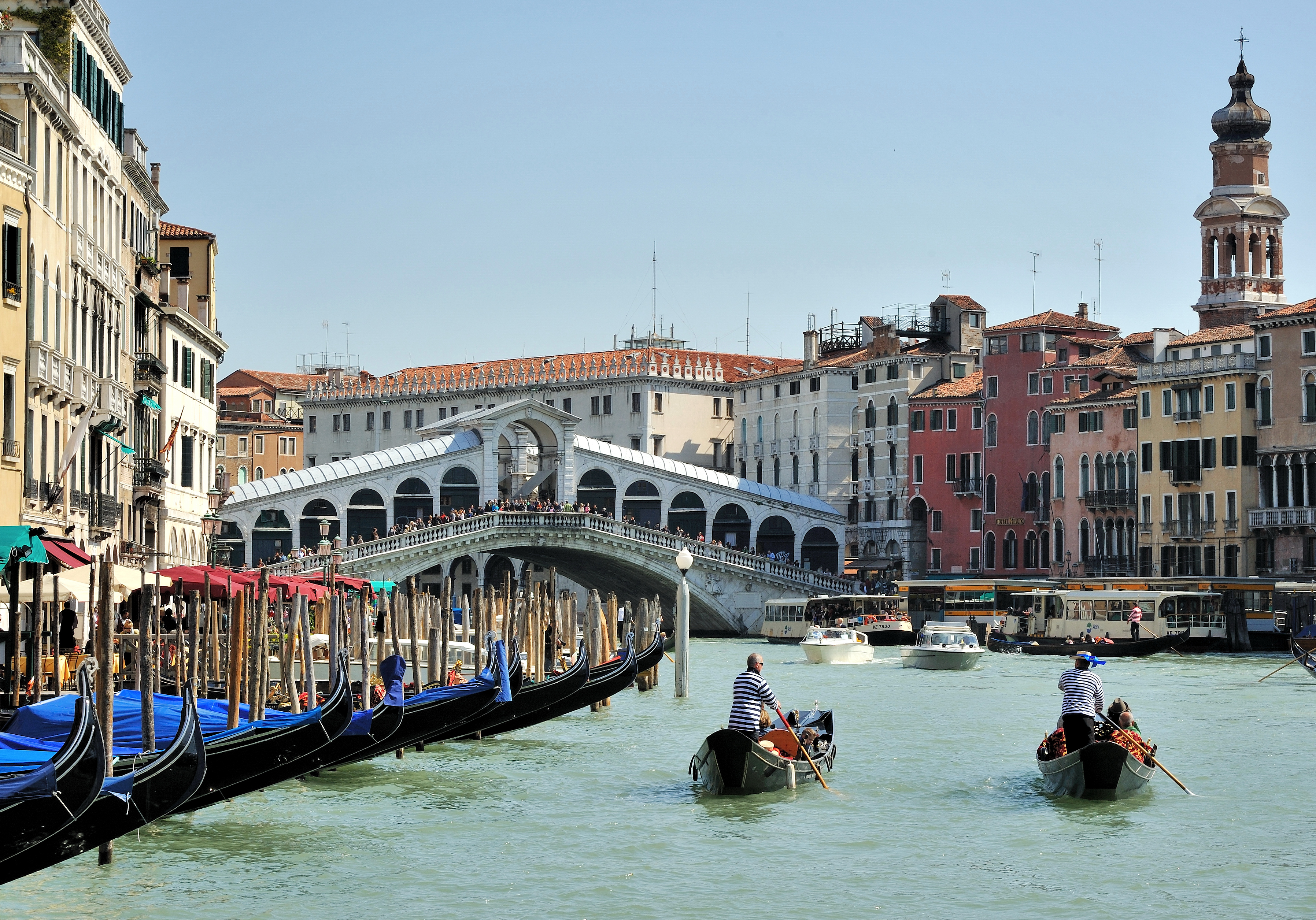
پل ریالتو

پل ریالتو (به ایتالیایی: Ponte di Rialto) قدیمی‌ترین و مشهورترین پل از چهار پل ساخته شده بر روی گراند کانال در شهر ونیز ایتالیا است و دو ناحیه سن مارکو و سن پولو را به یکدیگر متصل می‌کند. این پل در بین سال‌های ۱۵۸۸ تا ۱۵۹۱ در عرض سه سال ساخته شده و از آن زمان تا کنون بارها مورد بازسازی قرار گرفته‌است و امروزه یکی از جاذبه‌های گردشگری مهم شهر ونیز به‌شمار می‌آید.